# 한영석
한영석(韓永錫, 1938년 ~ )은 대한민국 제17대 법제처장을 지낸 법조인이다. 본관은 곡산이다.

## 경력
- 1961년: 고등고시 사법과 13회 합격
- 1966년: 광주지방검찰청 검사
- 1982: 법무부 법무실장
- 1985년: 대검찰청 중앙수사부 부장
- 1987년 5월 30일 ~ 1988년 3월 4일: 제29대 법무부 차관
- 1988년: 대통령비서실 민정수석비서관
- 1989년: 서울고등검찰청 검사장
- 1991년 1월: 제2대 한국형사정책연구원 원장
- 1992년 3월: 제3대 한국형사정책연구원 원장
- 1992년 6월 ~ 1993년 2월: 제17대 법제처 처장
- 법무법인 우일 대표변호사
- 한영석 법률사무소 변호사
- SK C&C 사외이사
- 2018년 6월 ~ 2026년 6월 : 학교법인 홍익학원 이사

| 전임 이종남 | 제29대 법무부 차관 1987년 5월 30일 ~ 1988년 3월 4일 | 후임 서정신 |

| 전임 김용갑 | 제1대 대통령비서실 민정수석비서관 1988년 3월 7일 ~ 1989년 3월 25일 | 후임 정구영 |

| 전임 최상엽 | 제17대 법제처장 1992년 6월 26일 ~ 1993년 2월 25일 | 후임 황길수 |